# دهستان پیشین
دهستان پیشین نام دهستانی در بخش پیشین شهرستان راسک، استان سیستان و بلوچستان در ایران است.

## جمعیت
براساس سرشماری مرکز آمار ایران در سال ۱۳۹۵، جمعیت آن ۱۰۱۰۲ نفر (۲۴۵۶ خانوار) بوده‌است.